# Petrohradská státní univerzita
Petrohradská státní univerzita (Санкт-Петербургский государственный университет, СПбГУ) je vysoká škola sídlící v Sankt-Petěrburgu, druhá největší v Rusku. Má 24 fakult, okolo 32 000 studentů (z toho 27 000 řádného studia) a 12 000 zaměstnanců (z toho 7 000 pedagogů). Sídlí na Vasiljevském ostrově, jádrem areálu je historická budova Dvanácti kolejí. Další velký kampus se nachází v Petěrgofu.

## Historie

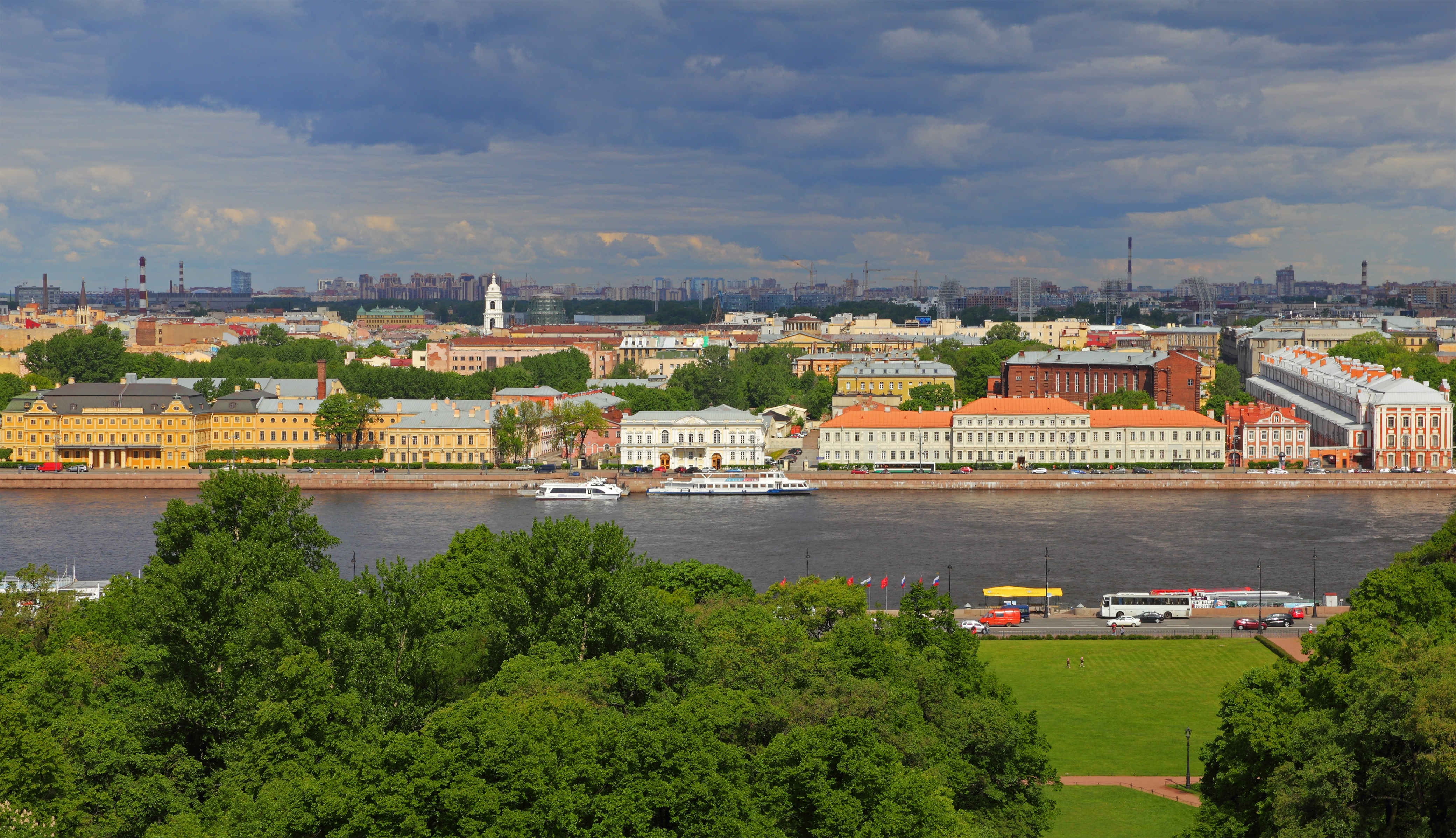
Pohled z věže chrámu svatého Izáka na Dvanáct kolejí

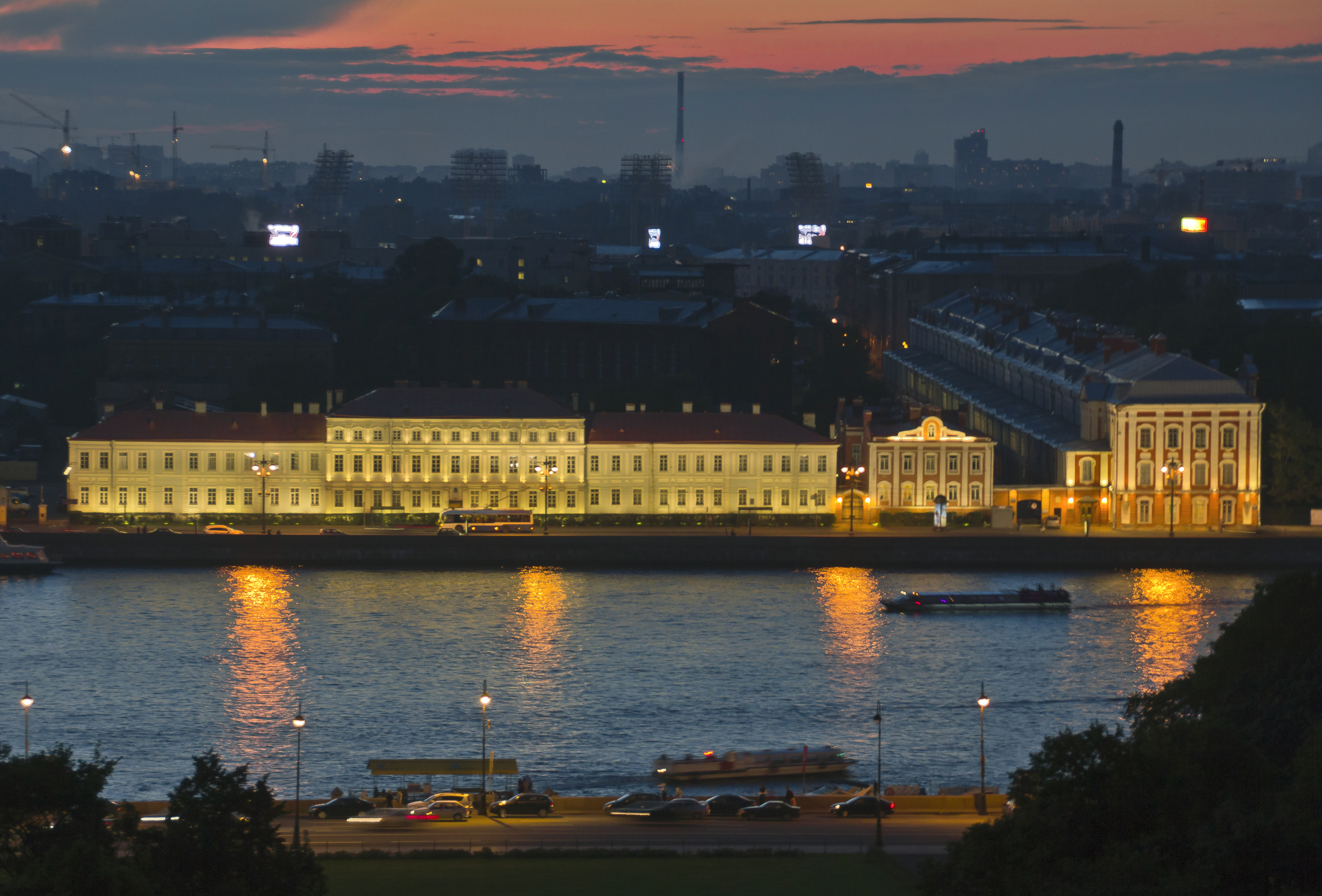
Palác Petra II. – sídlo Petrohradské státní univerzity

Škola navazuje na Akademickou univerzitu, kterou zřídil Petr Veliký v roce 1724 a která zanikla roku 1766. 

### 19. století
V roce 1803 vznikl Petrohradský pedagogický institut, povýšený na univerzitu v roce 1819. Prvním rektorem byl Michal Baluďanský (1769–1847).
V roce 1821 byla univerzita přejmenována na Císařskou univerzitu v Petrohradě. V roce 1829 působilo na univerzitě 19 řádných profesorů a 169 řádných a dílčích studentů. 
V roce 1835 byla schválena nová charta císařských univerzit Ruska. Zajistila vznik Právnické fakulty, Historicko-filologické fakulty a Fyzikální a Matematické fakulty, které byly sloučeny do Filosofické fakulty jako 1. a 2. katedra.
V roce 1849 ruský parlament rozhodl, že rektor by měl být jmenován ministrem národní osvěty, nikoli voleným shromážděním univerzity. Nicméně, Petr Alexandrovič Pletňov byl znovu jmenován rektorem a nakonec se stal nejdéle sloužícím rektorem Petrohradské univerzity (1840–61).
V roce 1855 se orientalistika oddělila od Historicko-filologické fakulty a 27. srpna 1855 byla slavnostně otevřena čtvrtá fakulta, Fakulta orientálních jazyků.
V letech 1859 až 1861 mohly  na částečný úvazek navštěvovat přednášky na univerzitě i studentky. V roce 1861 bylo na univerzitě 1 270 denních a 167 denních studentů, z toho 498 na právnické fakultě, největším pododdělení. Byla zde katedra, na které se studenti učili management bezpečnosti, ochrany zdraví při práci a environmentálního inženýrství a vědy, včetně chemie, biologie, agronomie spolu s právem a filozofií. Na právnické fakultě proto studovalo mnoho ruských, gruzínských atd. manažerů, inženýrů a vědců. V letech 1861 až 1862 došlo na univerzitě ke studentským nepokojům a během roku byla dvakrát dočasně uzavřena. Studentům byla odepřena svoboda shromažďování a byli pod policejním dohledem a veřejné přednášky byly zakázány. Mnoho studentů bylo vyloučeno. Po nepokojích zůstalo v roce 1865 pouze 524 studentů.
Dekret ruského císaře Alexandra II. přijatý 18. února 1863 obnovil právo univerzitního shromáždění volit rektora. Vytvořila také novou fakultu teorie a dějin umění jako součást fakulty historie a filologie.
V březnu 1869 univerzitou znovu otřásly studentské nepokoje, ale v menším měřítku. Do roku 1869 absolvovalo univerzitu 2 588 studentů.
V roce 1880 ministerstvo národní osvěty zakázalo studentům se ženit a ženatí studenti nemohli být přijímány. V roce 1882 proběhly na univerzitě další studentské nepokoje. V roce 1884 byla přijata nová Charta císařských ruských univerzit, která přiznávala právo jmenovat rektora opět ministru národní osvěty. Na jaře roku 1887 byla zatčena skupina univerzitních studentů při plánování pokusu o život Alexandra III. V důsledku toho byla ministrem národní osvěty Ivanem Deljanovem v roce 1887 schválena nová přijímací pravidla na gymnázia a univerzity, která znemožnila přijetí na univerzitu osobám nešlechtického původu, pokud nebyly mimořádně nadané.
Do roku 1894 absolvovalo univerzitu 9 212 studentů. Mezi učenci druhé poloviny 19. století patřili k univerzitě matematik Pafnutij Lvovič Čebyšev, fyzik Heinrich Lenz, chemici Dmitrij Ivanovič Mendělejev a Alexandr Michajlovič Butlerov, embryolog Alexandr Kovalevskij, fyziolog Ivan Michajlovič Sečenov a pedolog Vasilij Vasiljevič Dokučajev.V březnu 1896 Alexandr Stěpanovič Popov poprvé v historii veřejně demonstroval přenos rádiových vln v kampusu univerzity.
V roce 1900  bylo na právnické fakultě zapsáno 2099 studentů, na fyzikálně-matematické fakultě 1149 studentů, na fakultě orientálních jazyků 212 studentů a na historicko-filologické fakultě 171 studentů. V roce 1902 byla na univerzitě otevřena první studentská jídelna v Rusku.

### 20. století
Přibližně od roku 1897 otřásly univerzitou pravidelné stávky a studentské nepokoje a rozšířily se do dalších institucí vyššího vzdělávání po celém Rusku. Během revoluce v roce 1905 byla charta ruských univerzit ještě jednou změněna; byla částečně obnovena autonomie univerzit a právo volit rektora bylo akademické radě vráceno poprvé od roku 1884. V letech 1905–06 byla univerzita dočasně uzavřena pro studentské nepokoje. Její autonomie byla znovu odňata v roce 1911. V témže roce byla univerzita opět dočasně uzavřena.
V roce 1915 byla otevřena pobočka univerzity v Permu, ze které se později stala Permská státní univerzita.
Shromáždění Petrohradské císařské univerzity otevřeně přivítalo únorovou revoluci roku 1917, která ukončila ruskou monarchii, a univerzita vešla ve známost jako Petrohradská univerzita. Po říjnové revoluci v roce 1917 však byli zaměstnanci a administrativa univerzity zpočátku hlasitě proti bolševickému převzetí moci a zdráhali se spolupracovat s Lidovým komisariátem pro vzdělávání. Později v letech 1917 až 1922, během ruské občanské války, byli někteří zaměstnanci podezřelí z kontrarevolučních sympatií uvězněni (např. Lev Vladimirovič Ščerba v roce 1919), popraveni nebo vyhnanství do zahraničí na takzvaných lodích filozofů v roce 1922 (např. Nikolaj Losskij). Kromě toho celý personál v těch letech trpěl hladem a extrémní chudobou.
V roce 1918 byla univerzita přejmenována na 1. Petrogradskou státní univerzitu. V roce 1922 byla provedena čistka na základě třídního původu studentů a všichni studenti, kromě seniorů, s buržoazním původem byli vyloučeni.
V roce 1924 byla univerzita přejmenována na Leningradskou státní univerzitu. S cílem potlačit intelektuální opozici vůči sovětské moci byla řada historiků působících na univerzitě, včetně Sergeje Platonova, Jevgenije Tarleho a Borise Grekova, uvězněna na základě vykonstruovaných obvinění z účasti na kontrarevolučním spiknutí zaměřeném na svržení vlády. 
V letech 1933–1938 nesla univerzita jméno Andreje Bubnova, v letech 1948–1988 Andreje Ždanova.

### 21.  století
Rektorem je od roku 2008 právník Nikolaj Michajlovič Kropačev.

## Významní absolventi
- Alexandr Alexandrovič Blok
- Josif Alexandrovič Brodskij
- Alexandr Michajlovič Butlerov
- Pafnutij Lvovič Čebyšev
- Vasilij Vasiljevič Dokučajev
- Natalja Jevgeňjevna Gorbaněvská
- Boris Borisovič Grebenščikov
- Anatolij Jevgeněvič Karpov
- Leonid Vitaljevič Kantorovič
- Alexandr Fjodorovič Kerenskij
- Alexandr Kovalevskij
- Lev Davidovič Landau
- Heinrich Lenz
- Ilja Iljič Mečnikov
- Dmitrij Ivanovič Mendělejev[1]
- Ivan Petrovič Pavlov
- Alexandr Stěpanovič Popov
- Vladimir Vladimirovič Putin
- Ivan Michajlovič Sečenov
- Igor Stravinskij
- Lev Vladimirovič Ščerba
- Nikolaj Veselovskij